# Gemmaria
Gemmaria là chi thực vật có hoa trong họ Amaryllidaceae.

## Hình ảnh

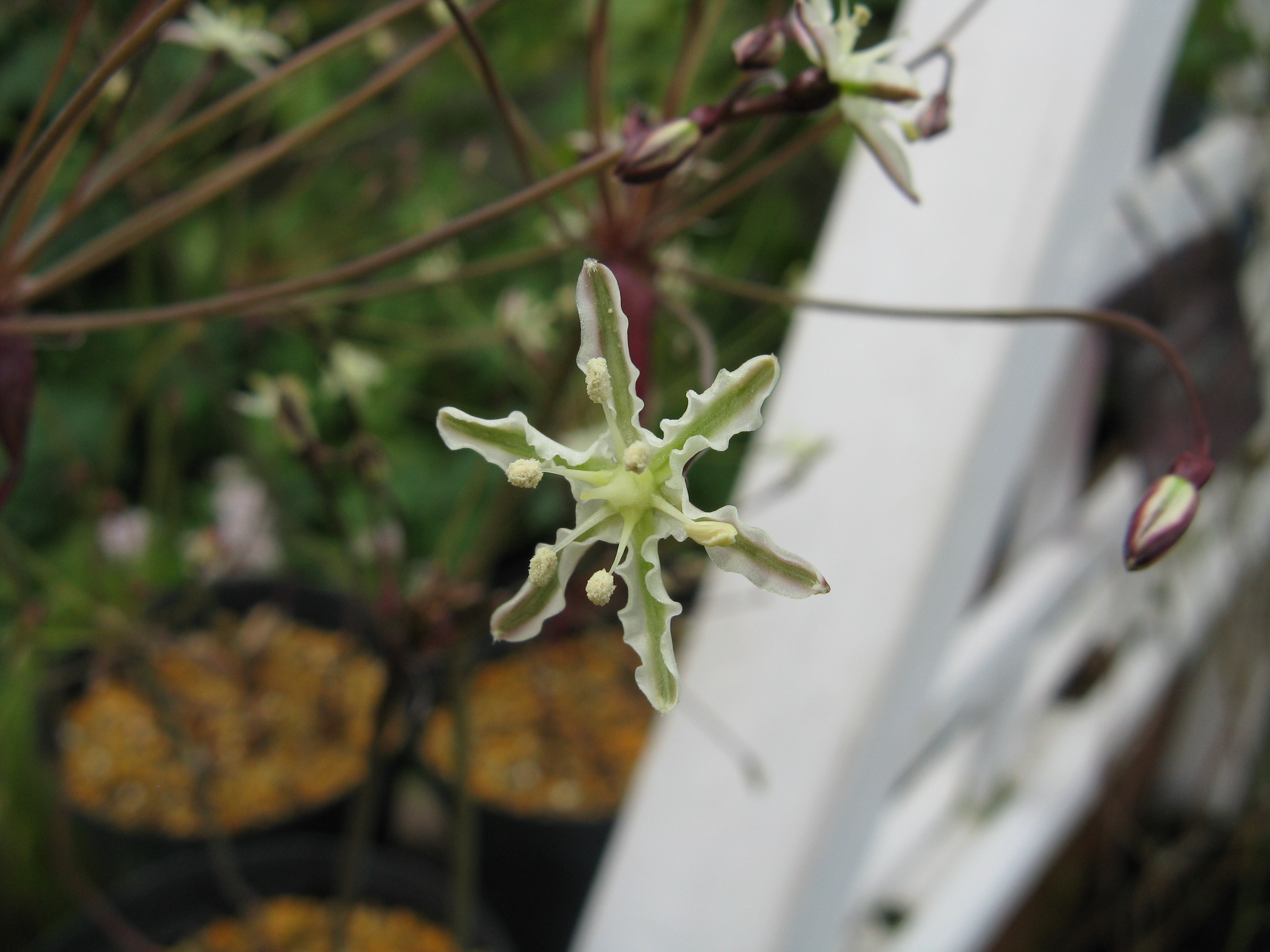
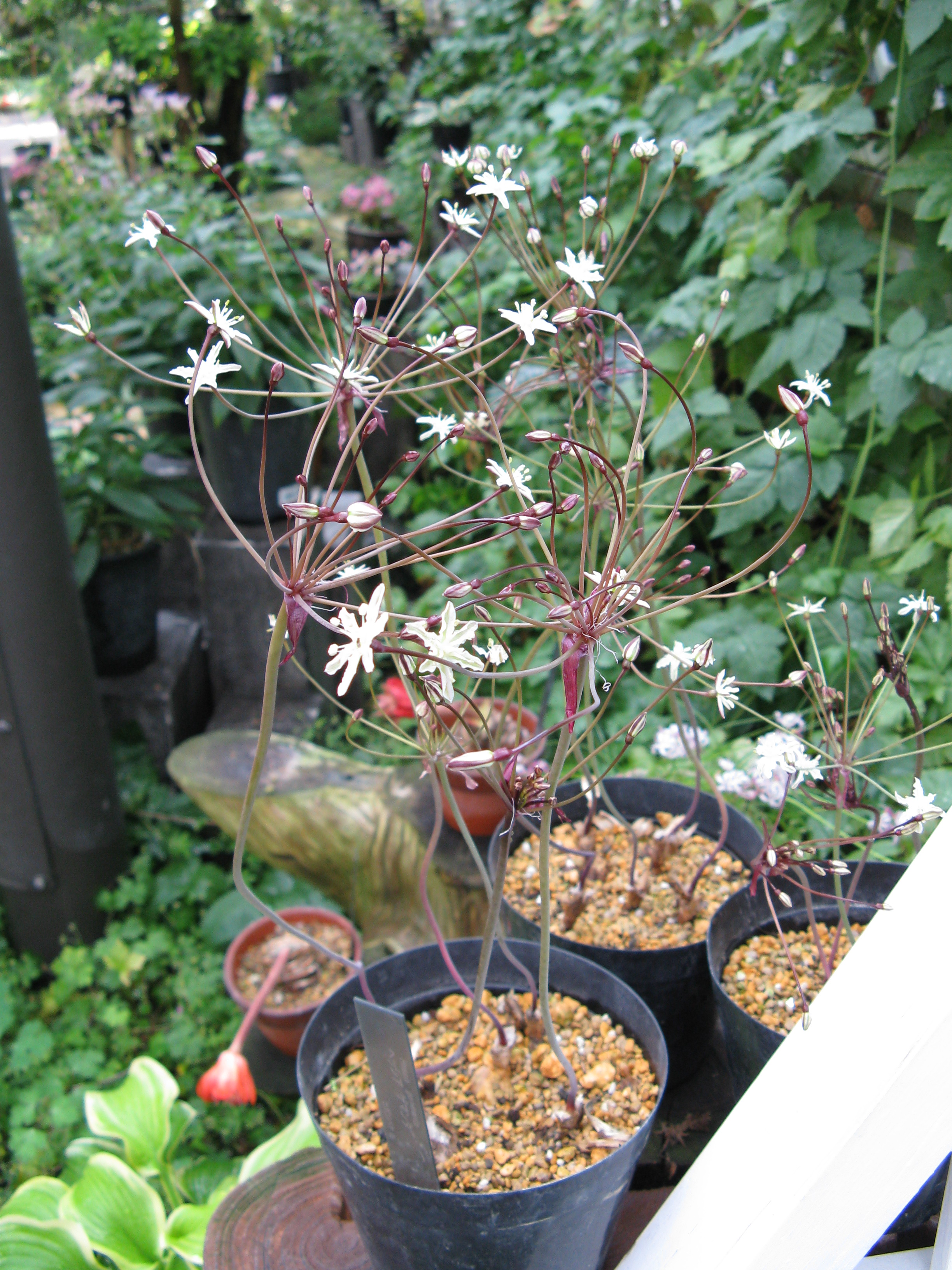